# Мало Леще
Мало Леще (словен. Malo Lešče) — поселення в общині Метлика, регіон Південно-Східна Словенія, Словенія.